# Veranclassic-Ago
El Veranclassic-Ekoi (código UCI: VER) fue un equipo ciclista belga. Fue creado en 2013 con corredores que provenían del Geofco-Ville d'Alger.

## Historia del equipo
El equipo fue creado como equipo continental en 2013, con varios ciclistas procedentes del conjunto Geofco-Ville d'Alger, por su mánager Geoffrey Coupé. En su primera temporada como continental consigue pobres resultados y sólo logró subir al podio en el Gran Premio Pino Cerami con Andris Smirnovs. 
En 2014, el equipo cambio de nombre llamándose Veranclassic-Doltcini. El mánager, Geoffrey Coupé anunció los fichajes del sprinter francés Fabien Bacquet, procedente de la formación BigMat-Auber 93, de Denis Flahaut procedente del Colba-Superano Ham y Yu Takenouchi actual campeón japonés de Cyclo-cross.

## Clasificaciones UCI
El equipo participa en los circuitos continentales, principalmente en el UCI Europe Tour. 

### UCI Europe Tour
| Temporada | Clasificación por equipos | Mejor corredor  | Posición |
| 2012-2013 | 91.º                      | Gorik Gardeyn   | 377.º    |
| 2013-2014 | 58.º                      | Joeri Stallaert | 148.º    |
| 2015      | 71.º                      | Justin Jules    | 111.º    |
| 2016      | 85.º                      | Justin Jules    | 522º     |

### UCI Africa Tour
| Temporada | Clasificación por equipos | Mejor corredor | Posición |
| 2015      | 10º                       | Justin Jules   | 62.º     |
| 2016      | 17º                       | Justin Jules   | 135.º    |

### UCI Asia Tour
| Temporada | Clasificación por equipos | Mejor corredor   | Posición |
| 2013-2014 | 60.º                      | Bob Schoonbroodt | 121.º    |
| 2015      | 76.º                      | Jonathan Breyne  | 247.º    |

## Palmarés
Para años anteriores, véase Palmarés del Veranclassic-Ekoi

### Palmarés 2016

#### Circuitos Continentales UCI
| Fechas     | Circuito             | Carreras                        | Ganador         |
| 8 de abril | UCI Africa Tour 2016 | 8.ª etapa del Tour de Marruecos | Justin Jules    |
| 22 de mayo | UCI Africa Tour 2016 | 2.ª etapa de la Vuelta a Túnez  | Justin Jules    |
| 24 de mayo | UCI Africa Tour 2016 | 4.ª etapa de la Vuelta a Túnez  | Matthias Legley |
| 9 de julio | UCI Europe Tour 2016 | Gran Premio Stad Sint-Niklaas   | Justin Jules    |

## Plantilla
Para años anteriores, véase Plantillas del Veranclassic-Ekoi

### Plantilla 2016
| Nombre                | Nacimiento | Nacionalidad | Equipo 2015                        |
| Kenny Bouvry          | 07/04/1994 | Bélgica      | Neoprofesional                     |
| Jonathan Breyne       | 04/01/1991 | Bélgica      | Veranclassic-Ekoi                  |
| Alexis Caresmel       | 03/07/1992 | Francia      | Neoprofesional                     |
| Adrien Caulfield      | 28/07/1993 | Francia      | Neoprofesional                     |
| Niels De Rooze        | 06/09/1992 | Bélgica      | Veranclassic-Ekoi                  |
| Julien Dechesne       | 10/04/1991 | Bélgica      | Veranclassic-Ekoi                  |
| Justin Jules          | 20/09/1986 | Francia      | Veranclassic-Ekoi                  |
| Mathias Krigbaum      | 03/02/1995 | Dinamarca    | Veranclassic-Ekoi                  |
| Matthias Legley       | 15/01/1994 | Bélgica      | Neoprofesional                     |
| Antoine Leleu         | 20/10/1993 | Bélgica      | Veranclassic-Ekoi                  |
| Sam Lennertz          | 03/09/1990 | Bélgica      | Vastgoedservice-Golden Palace      |
| Christophe Masson     | 06/09/1985 | Francia      | Differdange-Apiflo Vacances (2008) |
| Yannick Mayer         | 16/02/1991 | Alemania     | Bike Aid                           |
| Robin Mertens         | 08/11/1991 | Bélgica      | Neoprofesional                     |
| Dimitri Peyskens      | 26/11/1991 | Bélgica      | Team 3M                            |
| Ioannis Spanopoulos   | 20/05/1993 | Grecia       | Etcetera Worldofbike (2013)        |
| Julien Van den Brande | 06/01/1995 | Bélgica      | Veranclassic-Ekoi                  |
| Massimo Vanderaerden  | 21/01/1995 | Bélgica      | Neoprofesional                     |
| Arnaud Voss           | 04/11/1992 | Bélgica      | Veranclassic-Ekoi                  |

1. 1 2  Desde el 13 de julio.
2. ↑  Hasta el 14 de marzo.

Stagiaires

Desde el 1 de agosto, los siguientes corredores pasaron a formar parte del equipo como stagiaires (aprendices a prueba).
| Corredor      | Nacimiento | Nacionalidad | Equipo 2016 |
| ------------- | ---------- | ------------ | ----------- |
| Axel Flet     | 01/05/1994 | Francia      |             |
| Samuel Leroux | 27/11/1994 | Francia      |             |